# Пафнутьево-Боровский монастырь
Пафну́тиев Бо́ровский монасты́рь (Пафну́тьев-Боро́вский монасты́рь) — мужской монастырь Калужской епархии Русской православной церкви, расположенный на окраине города Боровска Калужской области.

## История
Монастырь основан преподобным Пафнутием Боровским в 1444 году на возвышенности при впадении реки Истерьмы в Протву. После смерти Пафнутия игуменом монастыря стал его ученик, преподобный Иосиф Волоцкий, который вскоре, из-за нежелания братии принять общежительный устав, ушёл в Волоколамское княжество и основал новую обитель — Иосифо-Волоколамский монастырь.
На месте первой, деревянной, Рождественской церкви в 1467 году был построен белокаменный Рождественский собор (не сохранился). Роспись первого собора является самой ранней известной работой иконописца Дионисия: по свидетельству жития преподобного Пафнутия, Дионисий выполнил роспись под началом старца Симонова монастыря — иконника Митрофана.
Через 117 лет, в 1586 году собор был почти полностью разобран, и на его месте по воле царя Фёдора Иоанновича  поставлен новый, пятиглавый; в кладке его фундамента использовались блоки с росписью XV века. Так фрагменты росписи Митрофана и Дионисия сохранились до нашего времени (они находятся в Музее древнерусской культуры и искусства имени Андрея Рублёва в Москве и Боровском филиале Калужского областного краеведческого музея).
В XVI века монастырь был окружён каменными стенами и укреплениями; обитель превратилась в сильную пограничную крепость. В это время была построена и каменная трапезная с храмом во имя Рождества Христова. В 1523 году была построена звонница, которая в 1688 году заменена колокольней: по желанию её заказчика, князя Константина Щербатова, она повторяет формы колокольни Высоко-Петровского монастыря в Москве.
Стены и башни Пафнутьево-Боровского монастыря построены в XVI—XVII веках. Есть версия, что строительством Поваренной, Оружейной и Георгиевской башен монастыря руководил архитектор Фёдор Конь, автор сооружений Белого города в Москве, Смоленского кремля и Симонова монастыря. Однако современные исследователи считают, что ограда монастыря, включая наиболее древнюю сохранившуюся круглую башню была построена сразу после завершения строительства собора и колокольни (то есть после 1523 года) и тем же зодчим. Остальные дошедшие до нас башни и прясла стен были построены, когда разрушенный монастырь восстанавливал после Смутного времени мастер Трефил Шарутин: Тайницкая, Георгиевская и Оружейная в 1635 году, а самые поздние башни — Сторожевая и Входная — в или после 1636 года. Общий план крепости, рассчитанный на оборону напольной «приступной» стены, характерен для XIV—XV веков. Башни, часто поставленные вдоль напольной стороны крепости, были рассчитаны на активное сопротивление. К концу XVI века такой тип крепости уже устарел. Распространение получили крепости более регулярного типа, рассчитанные на всестороннюю оборону.
В 1610 году монастырь был осаждён литовско-польским войском Лжедмитрия II. В монастыре держал оборону князь Михаил Волконский, но обитель в результате предательства была взята и сожжена. В ней погибли несколько тысяч защитников, монахов и укрывшихся мирян. Среди погибших был и бывший архимандрит Троице-Сергиева монастыря Иоасаф Боровский, вдохновитель Троицкой обороны. По окончании Смуты представители Свято-Пафнутиева монастыря участвовали в Земском соборе 1613 года, грамоту которого об избрании на царство Михаила Романова подписал и пафнутиевский игумен Иона.
В конце 1640-х годов Пафнутиево-Боровский монастырь возглавлял игумен Павел, который в 1652 году был одним из кандидатов на патриарший престол. Вновь избранным патриархом Никоном был поставлен во епископа Коломенского и Каширского. В годы реформ патриарха Никона епископ Павел, а также некоторые руководители монастыря и боровский протопоп Полиевкт выступили против церковных реформ и приняли сторону ревнителей древнего благочестия. Боровские противники реформ иеромонах Полиевкт Боровский и епископ Павел Коломенский были казнены.
В начале 1660-х годов в Пафнутиево-Боровском монастыре некоторое время находился в заточении руководитель староверов протопоп Аввакум, а в 1670-х в стенах монастыря, а позже и Боровского городского острога содержались под стражей и были уморены голодом боярыня Морозова (в иночестве Феодора) и её сестра княгиня Евдокия Урусова.
Монастырь являлся усыпальницей князей Репниных-Оболенских, которые способствовали развитию монастыря. Благодаря стараниям Марии Мироновны, жены боярина Бориса Репнина, и их сына, князя Ивана, в монастыре сделали придел во имя пророка Илии (1670).
После никоновской реформы Боровский Пафнутиев монастырь стал приходить в упадок. При Екатерине II в Пафнутиевом монастыре было оставлено 33 монаха и послушника, а почти все монастырские имения отобраны. В 1812 году монастырь был сожжён французами, но вскоре восстановлен.

В 1923 году всё имущество обители отошло Главмузею, но вскоре в нём разместили исправительную колонию, потом — сельскохозяйственный техникум. При реставрационных работах 1960-х годов были извлечены 194 белокаменных блока. Из них на 29 сохранились фрагменты сюжетной и декоративной живописи начала XVI века. Перед возвращением монастыря Русской православной церкви комплекс принадлежал Боровскому краеведческому музею. 
Монастырь был передан Русской православной церкви и вновь открыт в марте 1991 года. В Рождественском соборе хранятся мощи основателя обители — преподобного Пафнутия Боровского.
В марте 1991 года монастырю была возвращена церковь Пророка Илии, здесь поначалу проводились все монастырские службы. Из близлежащей приходской церкви села Рощи было перенесено монастырское распятие. В церковь была перенесена часть мощей преподобного Пафнутия — она сохранялась во Псково-Печерском монастыре и была перевезена оттуда архиепископом Калужским и Боровским Климентом. 27 сентября 1993 года был определён подворьем монастыря храм в честь Преображения Господня (Спаса «за верхом») в городе Калуге. Монастырю принадлежит также Никитский скит в деревне Колодези. В 1994 году по случаю совпадения двух юбилейных дат — 550-летия обители и 600-летия рождения Пафнутия — монастырь посетил патриарх Московский и всея Руси Алексий II. Он совершил торжественное богослужение, крестный ход. В 1995 году начались постоянные богослужения в соборе Рождества Богородицы, там был построен иконостас, устроен придел в честь преподобного Пафнутия, 14 сентября 1996 года на колокольню подняты колокола. В 1997 году был открыт храм Святой великомученицы Ирины.

## Колокол
В 1859 году, по данным описи, в монастыре было девять колоколов, из которых до наших дней сохранился небольшой колокол с надписью, указывающей на дату изготовления: «6996 (1487) года, месяца октября 10 дня. А делал его Федька Пушечник». В настоящее время этот колокол является экспонатом музея в Коломенском.

## Настоятели и наместники
- схиигумен Пафнутий Боровский (1444—1477)
- игумен Иосиф (Санин) (1477—1478)
- игумен Герасим (Смердков) (1478—1487)
- игумен Арсений (1488—1511)
- игумен Пафнутий (1534—1555)
- игумен Вениамин (1555—1567)
- игумен Гурий (1567—1571)
- игумен Киприан (1571—1572)
- игумен Тихон (1572—1580)
- игумен Феодосий (1580—1588)
- игумен Варлаам (1588—1592)
- игумен Иоасаф (1592—1608)
- игумен Никон (1608—1610)
- игумен Иона (1613—1620)
- игумен Иосиф (1620—1650)[8]
- игумен Симеон (1650—1651)
- игумен Иосиф (1651—1652)
- игумен Павел (1652—1653)
- игумен Сильвестр (1653—1654)
- игумен Стефан (1654—1656)
- игумен Дорофей (1656—1661)
- игумен Мисаил (1661—1663)
- игумен Тихон (1663—1665)
- игумен Парфений (1665—1667)
- игумен Игнатий (1667—1672)
- игумен Иов (1672—1676)
- игумен Леонтий (1676—1681)
- архимандрит Ефрем (1681—1683)
- архимандрит Иоасаф (1683—1685)
- архимандрит Феофан (1685—1691)
- архимандрит Даниил (1691—1693)
- архимандрит Корнилий (1693—1704)
- иеродиакон Иосиф (Бурцов) (1704—1708)
- архимандрит Корнилий (1708—1711) снова
- архимандрит Серапион (1711—1714)
- схиархимандрит Арсений (1714—1724)
- архимандрит Дорофей (1727—1742)
- архимандрит Мельхиседек (1742—1745)
- архимандрит Варфоломей (Любарский) (29 июня 1745—1747)
- архимандрит Митрофан (Шеинков) (1747—1763)
- Константин (Борковский) (? — 1767)
- архимандрит Сильвестр (Буявинский) (1772—1799)
- архимандрит Мисаил (…—1808)
- архимандрит Феофилакт (Ширяев) (1814—1821)
- архимандрит Венедикт (Григорович) (1821—1833)
- архимандрит Виталий (Щепетев) (8 июня 1833 — 27 июня 1837)
- архимандрит Геннадий (Горнецкий) (25 августа 1837 — 8 марта 1867)
- архимандрит Алексий (Житецкий) (1915—1919)
- игумен Вадим (Рындюк) (20 июня 1991 — 20 февраля 1992)
- игумен Гавриил (Москаленко) (12 марта 1992 — 15 октября 1999)
- епископ Серафим (Савостьянов) (15 октября 1999 — 16 апреля 2016) и/о, затем наместник
- иеромонах Пафнутий (Архипов) (12 апреля 2016 — 28 января 2021)
- епископ Иосиф (Королёв) (30 января — 30 декабря 2021)
- игумен Пафнутий (Габидулин) (с 29 декабря 2022 года; c 30 декабря 2021 года — и. о. наместника; с 29 декабря 2022 года — наместник, с 15 января 2023 г. — игумен)